# Max Fanta
Max Fanta (2. února 1858 Libochovice – 3. srpna 1925 Praha) byl pražský židovský lékárník, vynálezce Fantovy misky. Nicholas Murray, autor životopisu Franze Kafky, označil Maxe Fantu za jednoho z nejvýznamnějších farmaceutů v Praze.

## Život

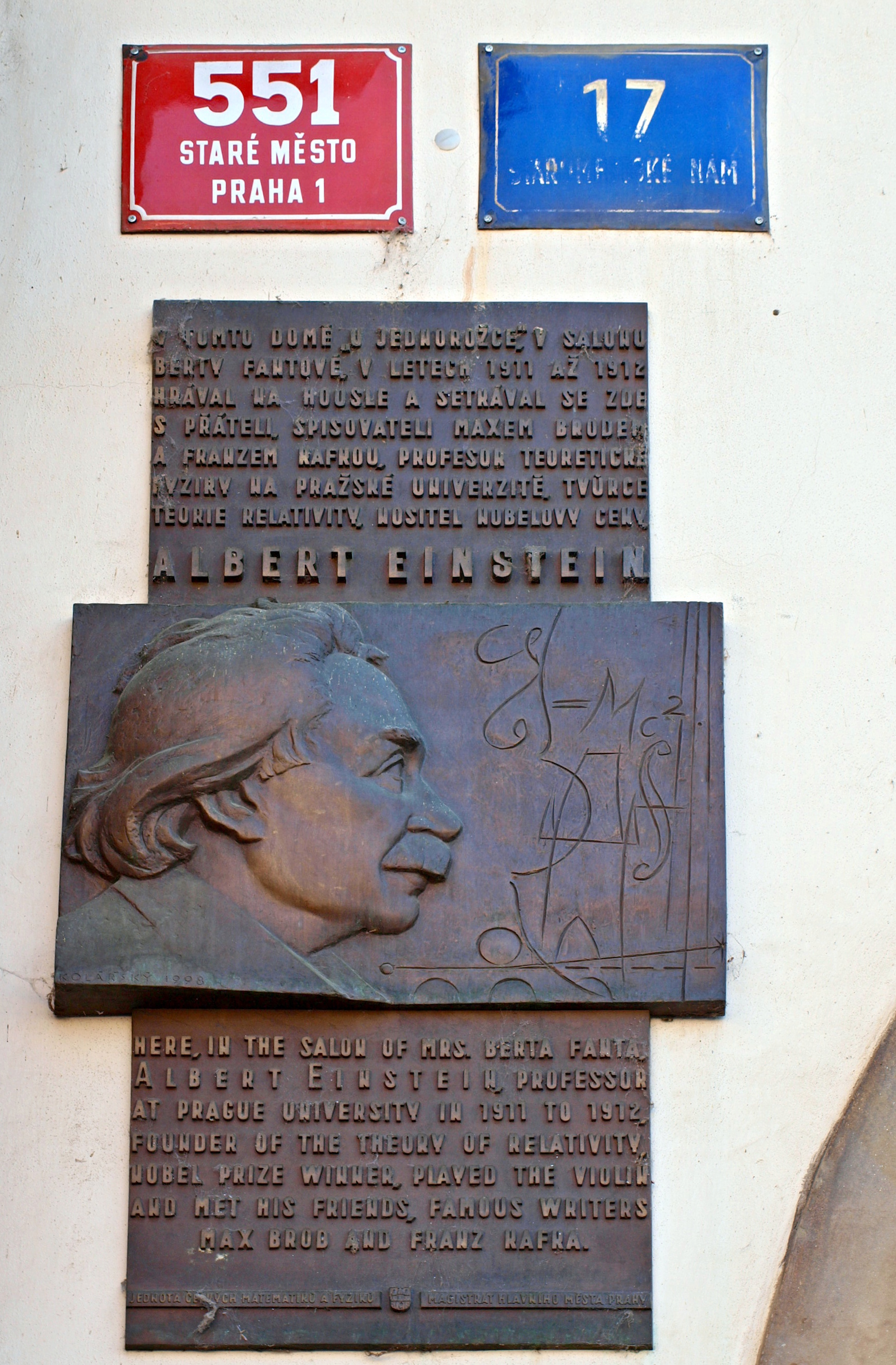
Pamětní deska Albertu Einsteinovi na pražském domě U kamenného beránka s bývalou Fantovou lékárnou

V roce 1884 se Max Fanta oženil s Bertou Sohrovou ze zámožné židovské rodiny. Její matka, Emilie Sohrová pro novomanžele zakoupila v Praze dům U kamenného beránka na Staroměstském náměstí, kde si Max Fanta zřídil lékárnu.. V témže domě se manželům Fantovým později narodily obě děti, Elsa (1886–1969) a Otto (1890–1940). Kromě toho zakoupila Maxova tchyně rodinám svých dcer Berty a Idy letní dům v Podbabě na předměstí Prahy.
Maxova manželka Berta provozovala v jejich domě U Kamenného beránka (nazývaného podle názvu lékárny i U bílého jednorožce) na přelomu 19. a 20. století literární a kulturní salon. Podle Stacha měl být Max Fanta při těchto setkáních často spíše zamlklý a duchem nepřítomný. Scházely se zde významné osobnosti tehdejší Prahy, od roku 1903 tu býval častým hostem Franz Kafka, kterého přivedl Felix Weltsch. Mezi další hosty patřili Max Brod, Franz Werfel, či Samuel Hugo Bergmann, přítel Franze Kafky z dob studií, za něhož se v roce 1908 vdala dcera Fantových, Elsa. Dále zde bývali např. antroposof Rudolf Steiner, filosof Christian von Ehrenfels. V letech 1911–1912 zde Albert Einstein hrával na housle duety s klavíristkou Otýlií Nagelovou. Einsteinovým návštěvám je věnována pamětní deska s reliéfem fyzikovy hlavy.

## Farmaceutické vynálezy

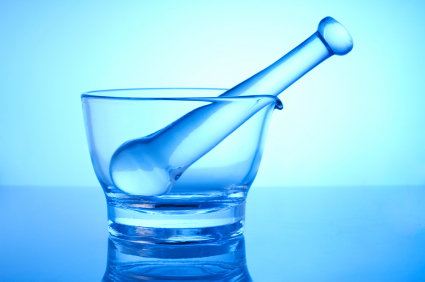
Moderní verze skleněné Fantovy misky

Ke zjednodušení výroby mastí a krémů zkonstruoval Max Fanta, po něm pojmenovanou a dosud používanou Fantovu misku. Kvůli možné kontaminaci jinými léčivy jsou tyto misky zhotoveny z melaminových pryskyřic, či stále častěji z ušlechtilé oceli nebo ze skla.
Tuto „novou třecí misku pro receptury“ si nechal roku 1903 v Praze patentovat. V roce 1904 byly představeny v časopise Vierteljahresschrift für praktische Pharmazie Německého sdružení lékárníků jak Fantova miska, tak Fantův sterilizovaný solný roztok Serum anorganicum Truneček[ujasnit] k podkožnímu užití při arterioskleróze.